# بییاباستا د بالدابیا
بییاباستا د بالدابیا (به اسپانیایی: Villabasta de Valdavia) یک شهرستان در اسپانیا است که در استان پالنسیا واقع شده‌است.

## خصوصیات
بییاباستا د بالدابیا ۱۱ کیلومترمربع مساحت و ۳۸ نفر جمعیت دارد.